# Aeropuerto de Cannes-Mandelieu
El Aeropuerto de Cannes-Mandelieu (en francés: Aéroport de Cannes-Mandelieu) (código IATA: CEQ - código ICAO: LFMD) está situado a 5 kilómetros al oeste de la ciudad de Cannes, próximo a Mandelieu-la-Napoule, ambas comunas del departamento de los Alpes Marítimos, en la región francesa de Provenza-Alpes-Costa Azul.

## Estadísticas
Ver fuente y consulta Wikidata.